# Ɯ̂
Cette page contient des caractères spéciaux ou non latins. S’ils s’affichent mal (▯, ?, etc.), consultez la page d’aide Unicode.
Ɯ̂ (minuscule : ɯ̂), appelé M culbuté accent circonflexe ou U dans l’U accent circonflexe, est une lettre additionnelle utilisée dans l’écriture de l’emberá chamí. Elle est composée d’un M culbuté diacrité d’un accent circonflexe.

## Représentation informatique
Le M culbuté accent circonflexe peut être représenté par les caractères Unicode suivants :
- décomposé (latin étendu B, Alphabet phonétique international, diacritiques)[1],[2],[3]

| Formes    | Représentations | Chaînes de caractères | Points de code | Descriptions                                                     |
| --------- | --------------- | --------------------- | -------------- | ---------------------------------------------------------------- |
| capitale  | Ɯ̃               | Ɯ◌̃                    | U+019C U+0303  | lettre majuscule latine m culbuté diacritique accent circonflexe |
| minuscule | ɯ̃               | ɯ◌̃                    | U+026F U+0303  | lettre minuscule latine m culbuté diacritique accent circonflexe |